# Наводнения в Испания (2024)
В края на октомври 2024 г. проливни дъждове причиняват широко разпространени наводнения в няколко района на югоизточна Испания, включително Валенсия, Кастилия-Ла Манча и източна Андалусия. В резултат на това загиват 223 души. В кралството е обявен тридневен траур. Това е едно от най-смъртоносните природни бедствия в испанската история.

## Наводнение
В началото на 29 октомври 2024 г. „студена капка“ довежда до сериозни наводнения в южната и югоизточната част на Испания, предимно в района на Валенсия. В Чива падат около 500 литра дъжд на квадратен метър, докато Утиел и Турис регистрират общо 200 l/m2, а други югоизточни общини 100 l/m2. Според RTVE във Валенсия са паднали най-много валежи за 24 часа от 1966 г. В Андалусия бурята причинява щети на сгради, пътища, мостове и земеделски земи. Гражданската гвардия е изпратена да спаси няколко души. Испанската метеорологична агенция AEMET обявява жълто и оранжево ниво на тревога в няколко региона. В южната и източната част на Испания нивото е повишено до червено (максимално, което означава изключителна опасност).
Наводненията отнемат живота на най-малко 214 души, включително 211 в провинция Валенсия, двама в Кастилия-Ла Манча и един в Андалусия. Сред загиналите има двама граждани на Колумбия и Великобритания. Десетки все още са в неизвестност. Бедствието също причинява значителни щети на сгради и инфраструктура, отнася пътища и автомобили и води до дерайлирането на високоскоростен железопътен влак, превозващ около 300 души (въпреки това никой не е ранен). Хиляди домове остават без електрозахранване.
Няколко видеоклипа показват цивилни, вкопчени в дървета, за да устоят на прииждащата вода. 30 души в Летур са блокирани от наводнения.

## Последствия
Испанският железопътен оператор Administrador de Infraestructuras Ferroviarias спира всички жп услуги във Валенсия, докато ситуацията се нормализира. Това включва спиране на високоскоростните жп услуги от Валенсия до Мадрид и всички във Валенсия. Нещо повече, наводнения и последващи катастрофи блокират части от главните магистрали Autovía A-3/E-901, Autovía A-7/E-15 и други пътища. Очаква се, че възстановяването на нормалното обслужване ще отнеме месеци.
Дванадесет полета са пренасочени от летище Валенсия поради силните валежи и ветрове, докато още 10 пристигащи и заминаващи са отменени. На летището в Малага множество полети са отменени или пренасочени на 29 октомври, докато нормалните услуги се възобновят на 30 октомври.
Тъй като спешният номер е претоварен от докладвани инциденти, много хора пишат в социалните мрежи за помощ за себе си или за членове на семейството. Състезателната писта Circuit Ricardo Tormo в Честе, Валенсия е използвана като център за помощ, но с повредени пътища до там. Валенсия MotoGP, насрочено за 17 ноември е отменено, като организаторите планират да проведат събитието на друго място. Официалният тест на ФИА за Формула Е и тестът за жени, които трябва да се проведат на 4 – 7 ноември на пистата, са отложени за 5 – 8 ноември на Circuito del Jarama в Сан Себастиан де лос Рейес, Област Мадрид.
Футболните мачове в Купа на краля, включващи отбори от региона на Валенсия на 30 октомври, са отложени с една седмица. Панаирът на книгата в Севиля е спрян на 29 и 30 октомври. Пет мача във Валенсия, предвидени на 2 и 3 ноември, са отложени, включително ФК Валенсия срещу Реал Мадрид. Играчът на Клуб Атлетико Осасуна Анте Будимир и играчът на Жирона ФК Мигел Гутиерес носят фланелки с надпис „Бъдете силни Валенсия“ по време на съответните си мачове от Ла Лига на 2 ноември. Отборът на Осасуна, който печели с 1:0 срещу Реал Валядолид, заявява, че посвещава победата си на жертвите на наводненията и треньора Висенте Морено, който е от засегнатия град Масанаса. Започвайки от седмицата на 5 ноември, на всички клубни мачове от УЕФА е отбелязана минута мълчание за жертвите на наводненията.
Електрическата мрежа претърпява сериозни щети и услугите за разпределение на природен газ са превантивно спрени. Икономическите загуби се очаква да счупят рекорда от наводненията в Испания през 1983 г.
Над 100 души са задържани за грабежи и мародерство след наводненията.

## Реакции

### Испанско правителство
Испанското правителство създава кризисен комитет за координиране, а премиерът Педро Санчес заявява, че следи съобщенията за щети и информацията за изчезнали хора. Военен екип за спешна помощ е изпратен във Валенсия, за да помогне в спасителните операции. Спасителите трябва да използват хеликоптери, за да извадят хванати в капан жители на Алора, Андалусия, от наводнена река. Повече от 1000 испански войници са изпратени в най-засегнатите райони. Крал Фелипе VI изразява своето „отчаяние и загриженост от трагедията“ и „заедно с кралицата искаме да изразим нашите съболезнования на всички засегнати семейства, които са загубили близки и все още не знаят какво се е случило с техните роднини“ и държи видео конференция с военния отдел за спешни случаи.
На 30 октомври испанският парламент започва заседанието си с минута мълчание. Правителството обявява три дни на траур: 31 октомври, 1 и 2 ноември.

### Други регионални правителства
Президентът на правителството на Каталуния Салвадор Ила изразява „подкрепа и солидарност“ към всички засегнати. Съобщава се, че групата за поддръжка на специални операции (GRAE) на Корпуса на пожарникарите на Каталуния се събира в Terres de l'Ebre в очакване на одобрението на правителството на Валенсия за помощ. На 30 октомври GRAE веднъж изпраща медицински екип, но е политически наредено да се върне, което кара членовете на GRAE да осъдят действията на регионалния президент на Валенсия Карлос Мазон, който „приоритетизира политиката пред спасяването и помощта на жертвите“, но приема помощ от пожарникари от Общността на Мадрид и Астурия. На 1 ноември, след 48 часа отказ на каталунската помощ, те са допуснати. Навара и други регионални правителства също изпращат помощи. На 2 ноември е съобщено, че два спасителни хеликоптера Super Puma от Андалусия са върнати у дома, след като не са им възложени никакви задачи в продължение на цели два дни след разполагането им, като Хунта де Андалусия многократно е молила правителството на Валенсия да им възложи задължения.

### Международни
Много правителства изразяват своята солидарност с народа на Валенсия, като Аржентина, Бразилия, Чили, Куба, Германия, Гърция, Ирландия, Италия, Япония, Мексико, Обединеното кралство, Украйна и Уругвай. Президентът Найиб Букеле на Ел Салвадор предлага 300 парамедици и 20 тона доставки. На 1 ноември френският министър на вътрешните работи Бруно Ретайло предлага пожарникари, но испанският министър на вътрешните работи Фернандо Гранде-Марласка го отхвърля, тъй като регионалното правителство на Валенсия все още се бори с кризата, без да ескалира към централното правителство. Правителствата на Мароко, Португалия и Венецуела също предлагат своята помощ, докато правителството на Екваториална Гвинея одобрява помощ от 1 милион, която да бъде изпратена на Испания, „за да помогне за справяне с трагичните последици“.

### Климатолози
Германският климатолог Фридерике Ото от Центъра за екологична политика твърди, че изменението на климата несъмнено е влошило проливния дъжд. Италианският климатолог Стефано Материя също приписва сериозността на изменението на климата и нарича настоящото Средиземноморие „бомба със закъснител“. Climate Central анализира наводненията да бъдат повлияни от повишаването на температурата в Атлантическия океан. Според доклад на World Weather Attribution изменението на климата прави валежите в Испания с 12% по-тежки и два пъти по-вероятни.

### Набиране на средства
Голям брой стриймъри от Twitch, като AuronPlay и Ibai Llanos, правят благотворително набиране на средства, за да съберат пари за основни потребителски стоки и да помогнат на жертвите. Испанският сървър за ролеви игри Marbella Vice II е отворен отново за същата цел, в която стриймърите са поканени да участват.
Реал Мадрид събира 1 милион евро в помощ на жертвите, докато милиардерът Амансио Ортега дарява 4 милиона евро. На 4 ноември 2024 г. Fundación Amancio Ortega дарява още $100 милиона.

### Еколози
В Единбург, Шотландия, екологична група вандализира джипове в града с посланието „Тези коли убиват жители на Валенсия“ и оставя снимки на жертви на наводненията върху предните стъкла на колите. Групата смята шофьорите на джипове за частично отговорни за смъртните случаи, причинени от наводненията, заявявайки, че „Ако джиповете бяха държава, те щяха да бъдат 5-ият най-голям замърсител в света“.

## Протести
Крал Фелипе VI, кралица Летисия и министър-председателят Педро Санчес посещават Валенсия на 3 ноември, за да оценят щетите и да се срещнат с жертвите. При пристигането си в Пайпорту антуражът на краля е посрещнат с протести от местните жители и доброволци, които ги замерят с кал и скандират „убийци“. Кралят пробива собствения си охранителен кордон, за да се приближи до жителите и да се опита да говори с тях. Кралица Летисия също е замеряна с кал, след като отива да говори с жителите. Санчес напуска процесията, след като е ударен в гърба с лопата и служебната му кола е вандализирана. Двама бодигардове са ранени. Посещението на делегацията в Чива, планирано за същия ден, е отменено. По-късно министър-председателят нарича нападението „маргинален акт“. Доброволец от крайнодясната организация Revuelta поема отговорност за нападението.
На 9 ноември демонстрация от 130 000 души във Валенсия иска Мазон да подаде оставка, критикувайки бездействието му в извънредната ситуация. Четирима души са задържани, а тридесет и един полицаи са ранени.

## Доброволци
В дните след наводнението, без никаква правителствена координация, хиляди доброволци от Валенсия се самоорганизират, за да помогнат на засегнатите градове; доставяне на провизии, включително храна и вода, и помагане за почистването на калта и отломките. Тъй като правителството на Валенсия не дава информация как да предостави помощ и тъй като полицейското присъствие в засегнатите райони е минимално, доброволческите групи са създадени автономно, за да осигурят отговор. Правителството на Валенсия се опитва да обезсърчи доброволческите дейности поради опасността от използване на повредена инфраструктура, докато службите за спешна помощ искат доброволците да не използват превозни средства. Министърът на здравеопазването Моника Гарсия посъветва доброволците да носят лични предпазни средства и дълги дрехи, за да предотвратят заразяване от замърсени води. Самите общински управи в засегнатите райони призовават за обществена подкрепа от доброволци; в много градове, засегнати от наводненията, валенсиански доброволци пристигат преди Военното звено за извънредни ситуации (UME) или полицията.
Доброволците също създават и организират различни уебсайтове, за да помогнат в намирането на изчезнали хора, да поискат помощ или да си сътрудничат с други хора.
На 1 ноември правителството на Мазон обявява създаването на доброволческа платформа в опит да централизира доброволческия отговор. Доброволците, които присъстват на организираните от правителството смени, съобщават за „хаос“ и „объркване“ сред координаторите по отношение на възлагането на задачи и дестинации; много доброволци слизат от определените им автобуси и вместо това тръгват пеша до засегнатите градове, връщайки се към самоорганизация. Седем от автобусите превозват доброволци за почистване на търговски център, а не на някое от засегнатите села; доброволците отказват да слязат, като доброволец казва „ние отказваме да почистим Zara, ние сме тук, за да помагаме на хората.“ В отговор на оранжевите предупреждения за времето на 3 ноември правителството на Валенсия налага ограничения върху свободата на движение, по-специално определяне на броя на доброволците, упълномощени да пътуват до южните предградия на Валенсия, на 2000 и ограничаване на достъпа до 12 други местности; доброволците не се подчиняват на ограниченията и търсят алтернативни маршрути до засегнатите градове. Ограниченията съвпадат с посещението на краля и кралицата в засегнатите градове.